# Towarzystwo Bambrów Poznańskich
Towarzystwo Bambrów Poznańskich – powstałe w marcu 1996 roku towarzystwo zrzeszające Bambrów, ich potomków, a także osoby zainteresowane historią przybyszów z Bambergu. 

## Geneza
Inicjatorką powstania była prof. dr hab. Maria Paradowska, która w 1993 roku zainicjowała powołanie Koła Bamberskiego przy Towarzystwie Miłośników Miasta Poznania. W prasie lokalnej pojawiły się informacje, by potomkowie Bambrów zainteresowani działalnością zgłaszali się. Do Koła mogli należeć zarówno potomkowie Bambrów, jak i osoby zainteresowane tą tematyką. Najważniejszymi działaniami były: badania i inwentaryzacja dawnych zabudowań bamberskich. W październiku 1995 roku Koło współorganizowało z Muzeum Historycznym Miasta Poznania wystawę pt. „Z szuflad i strychów pradziadków. Wystawa pamiątek rodzinnych Bambrów poznańskich”. Koło zostało rozwiązane 31 grudnia 1995 roku. 
Towarzystwo rozpoczęło swoją działalność 30 kwietnia 1996 roku, wtedy też wmurowano tablicę pamiątkową w figurę Bamberki na poznańskim Starym Rynku. W tym samym roku zaproszono do Poznania delegację z Bambergu.
Siedzibą Towarzystwa jest Muzeum Bambrów Poznańskich powstałe w 2003 roku. 

## Cele Towarzystwa
- zachowanie i kultywowanie polskiej tradycji patriotycznej Bambrów Poznańskich jako integralnej części kultury poznańskiej i wielkopolskiej,
- wyszukiwanie, konserwowanie i ochrona jeszcze istniejących zabytków bamberskich,
- eksponowanie zabytków, fotografii i dokumentów oraz innych zbiorów związanych z osadnictwem bamberskim przy współpracy z muzeami,
- edukacja w zakresie kolekcjonowania i zabezpieczania zabytków bamberskich oraz pamiątek rodzinnych związanych z osadnikami bamberskimi z XVIII wieku w zbiorach prywatnych,
- odtwarzanie i uzupełnianie historii miasta Poznania związanego z osadnictwem bamberskim,
- upowszechnianie w społeczeństwie m. Poznania i Wielkopolski wiedzy o osadnikach bamberskich, ich historii i działaniu na rzecz miasta, regionu, jak i całej Polski od XVIII wieku aż do dziś[4].

## Struktura
Prezes: Ryszard Skibiński
Wiceprezes: Juliusz Kubel
Skarbnik: Leokadia Hoppel 
Sekretarz: Aleksander Kubel 
Członkowie Zarządu: Anna Dutkowska, Wiesław Moskalik, Roman Hamelka, Leokadia Lipiak, Elżbieta Rakowicz, Piotr Sagalara

## Działalność
Towarzystwo organizuje coroczne święto bamberskie upamiętniające podpisanie pierwszego kontraktu między miastem Luboń a przybyłymi z Bambergu osadnikami, co miało miejsce 1 sierpnia 1719 roku. W obchodach biorą udział władze miasta Poznania, duchowieństwo, członkowie Towarzystwa, a także – od 1997 roku – goście z Bambergu. W 2000, podczas V święta bamberskiego, Towarzystwo ustanowiło odznakę „Złota Bamberka”, która jest przyznawana co roku osobom zasłużonym dla Towarzystwa. W 2009 roku, z rąk prof. Marii Paradowskiej, „Złotą Bamberkę” otrzymał prezydent Poznania Ryszard Grobelny.
Do tradycji Towarzystwa należy również organizowanie spotkań wielkanocnych i uczestniczenie w procesji Bożego Ciała.

## Nagrody i wyróżnienia
W 2009 roku europoseł Filip Kaczmarek wnioskował o przyznanie Towarzystwu Bambrów Poznańskich przez Parlament Europejski Europejskiej Nagrody Obywatelskiej. Z Polski nagrodą uhonorowano pięć instytucji lub osób prywatnych – wśród laureatów znalazły się m.in. TBP i Polska Akcja Humanitarna.
W 2018 roku decyzją Ministra Kultury i Dziedzictwa Narodowego „Tradycje kulturowe bambrów Poznańskich” zostały wpisane na Krajową listę zjawisk niematerialnego dziedzictwa kulturowego. 
W 2019 roku Towarzystwo otrzymało honorową Nagrodę im. Oskara Kolberga „za zasługi dla kultury ludowej”. 